# Дейвид Уорк Грифит
Дейвид Уорк Грифит (на английски: David Wark Griffith) е американски режисьор, сценарист, продуцент и актьор, от творчеството на който често историята на киното започва да се възприема като отделен вид изкуство. През 1935 г., в края на творческата си кариера, той получава почетен „Оскар“ за „принос в развитието на киноизкуството“. От 1960 г. има звезда на Холивудската алея на славата.

## Биография
Дейвид Уорк Грифит е роден на 22 януари 1875 г. във ферма в Олдъм, Кентъки, в семейството на Джейкъб Уорк Грифит – полковник от армията на Юга, разорен след Гражданската война в САЩ и избран за главен адвокат на щата. Дейвид е възпитан в традициите на методистката църква и посещава едностайно училище, където му преподава неговата по-голяма сестра Мати.
На 10-годишна възраст Грифит губи своя баща и семейството изпада във финансови затруднения. Майката Мери Пъркинс (моминско име Огълсби) е принудена да изостави фермата и се мести в град Луисвил с 14-годишния Дейвид. Там тя отваря пансион, който скоро е закрит. Грифит напуска средното училище, за да помага в издръжката на семейството. Започва да работи в магазин за хранителни стоки, а по-късно в книжарница.
Артистичната му кариера започва като актьор в пътуващи трупи. Опитва да стане драматург, но пиесите му не са добре приети. През 1907 г. заминава за Ню Йорк, където се опитва да продаде сценарий на Едуин Портър, който работи в компанията на Томас Едисън „Едисън Манюфакчъринг Къмпъни“. Портър отказва сценария, но предлага на Грифит да участва като актьор във филма от 1908 г. „Спасен от гнездото на орела“ (Rescued From An Eagle's Nest). Следващата година младия актьор дебютира като режисьор с филма „Приключенията на Доли“. Прославя се със своите шедьоври „Раждането на една нация“ от 1915 г. и „Нетърпимост“ от 1916 г. След тях продължава да прави филми, но не постига същия успех като предишните два.
Умира на 23 юли 1947 г. в Холивуд, Калифорния.

## Избрана филмография
| Филм                          | Оригинално име               | Година | Като     |
| ----------------------------- | ---------------------------- | ------ | -------- |
| „Спасен от гнездото на орела“ | Rescued from an Eagle's Nest | 1908   | акт.     |
| „Приключенията на Доли“       | The Adventures Of Dollie     | 1908   | реж.     |
| „Старата Калифорния“          | In Old California            | 1910   | реж.     |
| „Раждането на една нация“     | The Birth Of A Nation        | 1915   | реж; сц. |
| „Нетърпимост“                 | Intolerance                  | 1916   | реж.     |
| „Пречупената лилия“           | Broken Blossoms              | 1919   | реж.     |
| „Далеч на изток“              | Way Down East                | 1920   | реж.     |
| „Осиролети от бурята“         | Orphans Of The Storm         | 1922   | реж.     |
| „Америка“                     | America                      | 1924   | реж.     |
| „Ейбрахам Линкъл“             | Abraham Lincoln              | 1930   | реж.     |
| „Борба“                       | The Struggle                 | 1931   | реж.     |
| „Сан Франциско“               | San Francisco                | 1936   | реж.     |